# Abacetus iricolor
Abacetus iricolor es una especie de escarabajo terrestre de la subfamilia Pterostichinae.  Fue descrito por Andrewes en 1936. 